# ريتشارد س. هوغلاند
ريتشارد س. هوغلاند (بالإنجليزية: Richard C. Hoagland)‏ هو كاتب أمريكي، ولد في 25 أبريل 1945 في موريستاون في الولايات المتحدة.

## وصلات خارجية
- الموقع الرسمي
- ريتشارد س. هوغلاند على موقع IMDb (الإنجليزية)